# Mistrzostwa Europy w Pływaniu 1927 – 4 × 100 m stylem dowolnym kobiet
Sztafeta pływacka 4 × 100 metrów stylem dowolnym kobiet była jedną z konkurencji pływackich rozgrywanych na Mistrzostwach Europy w Pływaniu w Bolonii. Znane są jedynie wyniki wyścigu finałowego. Złoto zdobyła ekipa Wielkiej Brytanii, srebro – ekipa Holandii, a brązowy medal trafił do reprezentantek Republiki Weimarskiej. Skład jednej z czterech ekip z wyścigu finałowego nie są znane.

## Finał
| Miejsce | Zawodnicy                                                                             | Czas   |
| ------- | ------------------------------------------------------------------------------------- | ------ |
| 1       | Wielka Brytania: · Marion Laverty, Valerie Davies, Ellen King, Joyce Cooper)          | 5:11,0 |
| 2       | Holandia: · (Geertruida Klapwijk, Wilhelmine den Turk, Marie Braun, Maria Vierdag)    | 5:11,6 |
| 3       | Rzesza Niemiecka: · (Charlotte Lehmann, Anni Rehborn, Marianne Schmidt, Irene Erkens) | 5:12,8 |
| 4       | Austria: (skład drużyny nie jest znany)                                               | 5:34,0 |